# Kategoria e parë 2022/23
Die Kategoria e parë 2022/23 war die 75. Spielzeit der zweithöchsten albanischen Fußballliga und die 25. Saison unter diesem Namen sein. Sie begann am 3. September 2022 und endete am 18. Mai 2023 mit dem 26. Spieltag.

## Modus
Die 14 Vereine der Kategoria e parë spielten in einer eingleisigen Liga an 26 Spieltagen jeweils zweimal gegeneinander. Die beiden besten Mannschaften stiegen direkt in die Kategoria Superiore auf. Ein möglicher dritter Aufsteiger wurde zwischen dem Dritt- bis Sechstplatzierten und dem Achten der ersten Liga über die Aufstiegs-Relegation ermittelt.
Die letzten vier Mannschaften stiegen direkt in die Kategoria e dytë ab. Der Neunte und Zehnte spielten in der Abstiegs-Relegation um den Klassenerhalt.

## Vereine
| Verein              | Ort         | Stadion                         |
| ------------------- | ----------- | ------------------------------- |
| KS Burreli          | Burrel      | Liri-Ballabani-Stadion          |
| KF Tërbuni Puka     | Puka        | Ismail-Xhemaili-Stadion         |
| KS Besëlidhja Lezha | Lezha       | Besëlidhja-Stadion              |
| KS Flamurtari Vlora | Vlora       | Flamurtari-Stadion              |
| KS Korabi Peshkopi  | Peshkopia   | Stadiumi Korabi                 |
| KF Luz i Vogël      | Luz i Vogël | Luz-i-Vogël-Stadion             |
| KF Oriku            | Orikum      | Petro-Ruci-Stadion              |
| KF Apolonia Fier    | Fier        | Loni-Papuçiu-Stadion            |
| KF Dinamo Tirana    | Tirana      | Selman-Stërmasi-Stadion         |
| KF Skënderbeu       | Korça       | Skënderbeu-Stadion              |
| FK Tomori Berat     | Berat       | Tomori-Stadion                  |
| KS Lushnja          | Lushnja     | Abdurrahman-Roza-Haxhiu-Stadion |
| FK Turbina Cërrik   | Cërrik      | Nexhip-Trungu-Stadion           |
| KS Besa Kavaja      | Kavaja      | Besa-Stadion                    |

## Abschlusstabelle
| Pl. | Verein                  | Sp. | S  | U  | N  | Tore    | Diff. | Punkte |
| --- | ----------------------- | --- | -- | -- | -- | ------- | ----- | ------ |
| 1.  | KF Skënderbeu Korça (A) | 26  | 13 | 10 | 3  | 037:130 | +24   | 49     |
| 2.  | KS Dinamo Tirana (A)    | 26  | 14 | 5  | 7  | 048:230 | +25   | 47     |
| 3.  | KS Flamurtari Vlora (N) | 26  | 13 | 7  | 6  | 040:160 | +24   | 46     |
| 4.  | FK Tomori Berat         | 26  | 13 | 4  | 9  | 029:270 | +2    | 43     |
| 5.  | KS Korabi Peshkopi      | 26  | 10 | 9  | 7  | 032:240 | +8    | 39     |
| 6.  | KF Apolonia Fier        | 26  | 10 | 8  | 8  | 031:300 | +1    | 38     |
| 7.  | KF Luz i Vogël (N)      | 26  | 10 | 8  | 8  | 031:260 | +5    | 38     |
| 8.  | KS Besa Kavaja          | 26  | 10 | 7  | 9  | 032:260 | +6    | 37     |
| 9.  | KS Lushnja              | 26  | 8  | 8  | 10 | 030:420 | −12   | 32     |
| 10. | KS Burreli              | 26  | 7  | 10 | 9  | 022:290 | −7    | 31     |
| 11. | KF Oriku (N)            | 26  | 9  | 3  | 14 | 027:330 | −6    | 30     |
| 12. | FK Turbina Cërrik       | 26  | 7  | 5  | 14 | 024:450 | −21   | 26     |
| 13. | KF Tërbuni Puka 1       | 26  | 6  | 6  | 14 | 016:410 | −25   | 24     |
| 14. | KS Besëlidhja Lezha 2   | 26  | 3  | 8  | 15 | 017:410 | −24   | 14     |

Platzierungskriterien: 1. Punkte – 2. Direkter Vergleich (Punkte, Tordifferenz, geschossene Tore) – 3. Tordifferenz – 4. geschossene Tore

| (A) | Absteiger aus der Kategoria Superiore 2021/22: KS Dinamo Tirana, KF Skënderbeu Korça          |
| (N) | Neuaufsteiger aus der Kategoria e dytë 2021/22: KS Flamurtari Vlora, KF Oriku, KF Luz i Vogël |

## Relegation

### Aufstieg
Viertelfinale
| Datum        |                       | Ergebnis |                    |
| ------------ | --------------------- | -------- | ------------------ |
| 23. Mai 2023 | KS Flamurtari Vlora 1 | 1:1      | KF Apolonia Fier   |
| 23. Mai 2023 | FK Tomori Berat       | 0:1      | KS Korabi Peshkopi |

Halbfinale
| Datum        |                     | Ergebnis |                    |
| ------------ | ------------------- | -------- | ------------------ |
| 28. Mai 2023 | KS Flamurtari Vlora | 1:2      | KS Korabi Peshkopi |

Finale
| Datum        |                  | Ergebnis  |                    |
| ------------ | ---------------- | --------- | ------------------ |
| 4. Juni 2023 | KF Erzeni Shijak | 2:1 n. V. | KS Korabi Peshkopi |

Alle Vereine blieben in ihren jeweiligen Ligen.

### Abstieg
Der Neunte bzw. Zehnte spielte gegen die  Relegationssieger der Kategoria e dytë Gruppe A, bzw. Gruppe B.
| Datum        |            | Ergebnis |              |
| ------------ | ---------- | -------- | ------------ |
| 23. Mai 2023 | KS Lushnja | 1:0      | KF Valbona   |
| 26. Mai 2023 | KS Burreli | 2:1      | KS Pogradeci |

Alle Vereine blieben in ihren jeweiligen Ligen.